# ユスフ・バラス
ユスフ・バラス（トルコ語: Yusuf Barası, 2003年3月31日 - ）は、オランダ・北ホラント州アルクマール出身のプロサッカー選手。アダナ・デミルスポル所属。ポジションはFW。

## クラブ経歴
2014年、AZアルクマールのアカデミーに入団し、2020年10月29日、UEFAヨーロッパリーグのHNKリエカ戦にてトップチームデビューを果たした。翌年12月2日にはフォルトゥナ・シッタートとの試合でエールディヴィジデビューを、25日のKNVBカップ、ヘラクレス・アルメロ戦でプロ初ゴールを挙げた。
2022年1月20日、AZとの契約を2025年6月まで延長し、正式にトップチーム昇格が決まった。
2023年8月26日、トルコのアダナ・デミルスポルへ移籍し、3年契約を結んだ。